# Kofi Amponsah
Kofi Amponsah (* 23. April 1978 in Accra) ist ein ehemaliger ghanaischer Fußballspieler auf der Position eines Abwehrspielers. Den Großteil seiner Karriere verbrachte er in Griechenland und auf Zypern, ehe er im Sommer 2009 31-jährig seine Karriere als Aktiver beendete.

## Karriere

### Spielerkarriere
Amponsah begann seine Karriere als Fußballspieler beim ghanaischen Fußballklub Ghapoha Readers aus Tema, bei dem er von 1997 bis 1998 in der Profimannschaft spielte. Im Jahr 1999 bekam Amponsah ein Angebot des griechischen Fußballvereins AO Panelefsiniakos, das er kurz darauf annahm. Für den Verein lief Amponsah in der Saison 1998/99 in 15 Spielen auf und erzielte dabei ein Tor. Noch in derselben Saison folgte der Wechsel innerhalb Griechenlands zu Olympiakos Piräus, für die er in der Saison 1998/99 und in der Saison 1999/2000 in zehn Partien zum Einsatz kam. Während der Saison 1999/2000 transferierte er zu PAOK Thessaloniki, bei denen er bis 2003 unter Vertrag stand. Für den Verein stand er in 62 Spielen auf dem Platz und erzielte dabei zwei Treffer. Im Jahre 2004 kam Amponsah zur AEK Athen, für die er in der Saison 2003/04 und in der Saison 2004/05 in 20 absolvierten Meisterschaftsspielen zu einem Treffer kam. Abermals wechselte er mitten unter einer Saison den Verein, als er in der Saison 2004/05 zu Egaleo AO Athen transferierte, für den er insgesamt vier Mal zum Einsatz kam. Daraufhin folgte ein erneuter Wechsel. Dieses Mal ging er zu Apollon Kalamarias in die zweite griechische Liga, die Beta Ethniki. Für Apollon kam er in der Zeit von 2005 bis 2008 zu 46 Ligaeinsätzen und zwei Treffern, ehe er im Jahre 2008 wieder den Verein wechselte, nach fast zehn Jahren aktiven Fußballs Griechenland verließ und einen Vertrag bei Enosis Neon Paralimni auf Zypern annahm. Im Juli 2009 wurde sein Vertrag aufgelöst. Anschließend beendete er seine Karriere.

### International
Seine ersten Turniereinsätze für Ghana absolvierte er bei der U-20-Weltmeisterschaft 1997 in Malaysia für die U-20-Auswahl. Von 1998 bis 2007 stand Amponsah in unregelmäßigen Abständen im Kader der ghanaischen Nationalmannschaft. 2002 nahm er an der Afrikameisterschaft in Kamerun teil und kam in allen vier Partien Ghanas zum Einsatz.